# Primer Període Intermedi d'Egipte
El primer període intermedi, sovint descrit com un "període fosc" de la història de l'antic Egipte, va durar aproximadament cent anys, des de ca. 2181-2055 aC, després del final del Regne antic. S'hi inclouen les dinasties VII, VIII, IX, X i part de la dinastia XI.
Es disposa de molt poques proves monumentals d'aquest període, sobretot del principi de l'era. El primer període intermedi va ser una època dinàmica de la història, en què el govern d'Egipte es divideix aproximadament entre dues bases de poder en competència. Una d'aquestes bases residia a Heracleòpolis, al Baix Egipte, una ciutat al sud de la regió d'el Faium. L'altra residia a Tebes, a l'Alt Egipte. Es creu que, durant aquesta època, els temples van ser saquejats i violats, les obres d'art que hi havia a dins van ser destrossades, i les estàtues dels reis foren trencades o destruïdes com a conseqüència d'aquest suposat caos polític. Aquests dos regnes eventualment entrarien en conflicte, i els reis de Tebes conqueririen el nord, la qual cosa comportaria la reunificació d'Egipte sota un sol governant durant la segona part de la dinastia IX.

## Esdeveniments que van portar al primer període intermedi

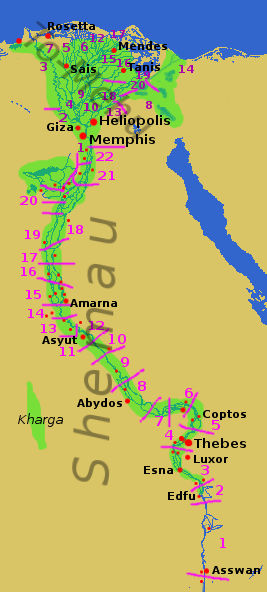
Nomós de l'antic Egipte. El reialme d'Antef II incloïa des del nomós I al nomós XII de l'Alt Egipte

La caiguda del Regne Antic d'Egipte es descriu, sovint, com un període de caos i desordre per part de la literatura en el primer període intermedi, però sobretot per part de la literatura escrita en èpoques successives de la història egípcia. Les causes que van portar a la caiguda del Regne antic són nombroses, però algunes són merament hipotètiques. Una raó que se cita sovint és el llarguíssim regnat de Pepi II, l'últim gran faraó de la dinastia VI. Va governar des de la infància fins que ja era molt gran (almenys, fins que va arribar als noranta anys). Sobrevisqué a molts dels seus hereus i, per consegüent, creà problemes successoris en el si de la família reial. Per tant, el règim de l'Imperi antic es va desintegrar enmig d'aquesta desorganització. Un altre problema important va ser l'augment en el poder de les nomarques provincials. Durant la dinastia V, cap al final de l'Imperi antic, el càrrec de nomarca havia esdevingut hereditari, de manera que les famílies sovint es mantenien en el poder en les seves respectives províncies. A mesura que aquests nomarques assolien cada cop més poder i influència, això els feia més independents del rei. Es van aixecar tombes en els seus propis dominis i sovint tenien els seus propis exèrcits. El sorgiment d'aquests nombrosos nomarques -inevitablement- creà conflictes entre les províncies veïnes, la qual cosa sovint tenia com a resultat intenses rivalitats i guerres entre si. Una tercera raó que s'esmenta per a la dissolució de la monarquia centralitzada és el baix nivell de les inundacions del Nil, que pot haver donat lloc a un clima més sec i un menor rendiment en agricultura, fet que hauria comportat un període de fam en tot l'antic Egipte.

## Les dinasties VII i VIII a Memfis
Les dinasties VII i VIII sovint es passen per alt, perquè se sap molt poc sobre els governants d'aquests dos períodes. Manethó, un historiador i sacerdot de l'època ptolemaica, descriu els 70 reis que van governar durant 70 dies. Això és, probablement, una exageració per a descriure la desorganització de la reialesa durant aquest període. La dinastia VII és més probable que fos una oligarquia amb seu a Memfis que intentava mantenir el control del país. Els governants de la dinastia VIII, que afirmaven ser els descendents dels reis de la dinastia VI, també van governar des de Memfis. Se sap poc sobre aquestes dues dinasties i es disposa de molt poques proves textuals o arquitectòniques per a descriure el període. No obstant això, s'han trobat uns pocs artefactes, inclosos escarabeus, que s'han atribuït al rei Neferkare II de la dinastia VII, així com un cilindre de jaspi verd d'influència siriana, que s'ha atribuït a la dinastia VIII. A més, s'ha identificat a Saqqara una petita piràmide que es creu que va ser construïda pel rei Ibi I de la dinastia VIII.

## Faraons

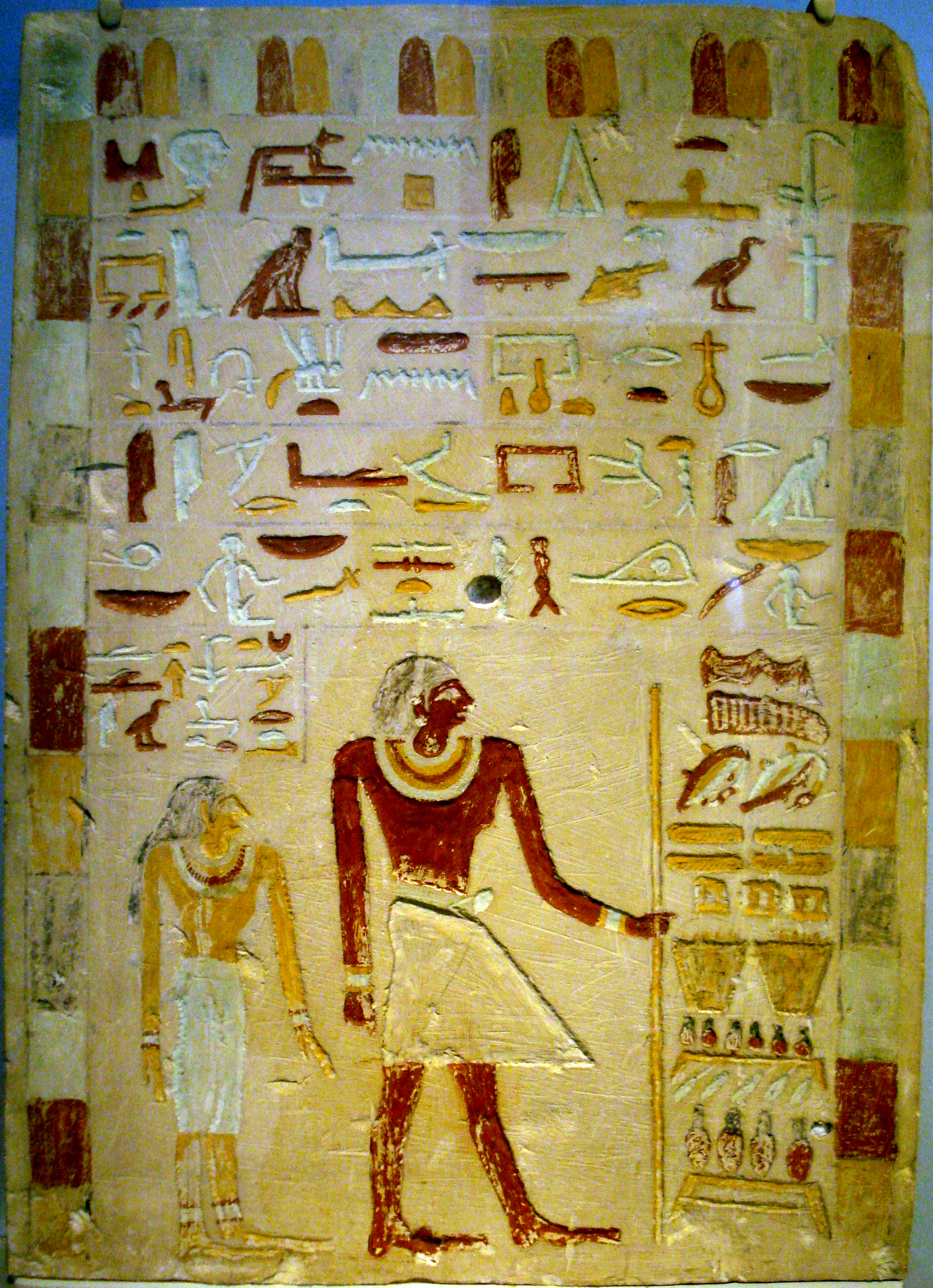
Estela funerària de Maaty i Dedari

Els noms dels faraons de la dinastia VII i la dinastia VIII estan inscrits a la llista d'Abidos, tot i que el seu regnat no devia durar més de deu anys i -possiblement- només eren governants de nom, acollits o asilats a la ciutat d'Abidos, seu de la família reial. Aquests monarques, possiblement van pactar amb els líders revolucionaris per poder regnar a Memfis. No se sap gaire cosa d'ells.
Els noms dels faraons de la dinastia IX i la dinastia X apareixen al papir de Torí, però aquest es troba molt malmès en la part corresponent a aquest període i només se'n conserven, parcialment, quinze noms.

## Ascens dels reis d'Heracleòpolis
Després del fosc regnat dels reis de les dinasties VII i VIII, va sorgir un grup de governants d'Heracleòpolis en el Baix Egipte, que regnaren aproximadament durant 594 anys. Aquests reis comprenen les dinasties IX i X, cadascun amb dinou governants esmentats. Els reis heracliopolitans, finalment, superaren els febles governants memfites per crear la novena dinastia.
El fundador de la dinastia IX, Khety I, sovint és descrit com un governant malvat i violent, sobretot en els escrits de Manethó. També conegut com a Akhthoes o Akhtoy, Kheti, que fou descrit com un rei que va fer molt de mal als habitants d'Egipte, va ser presa de la bogeria, i finalment va ser assassinat per un cocodril. Això pot haver estat simplement un mite, però està catalogat com un rei en el papir de Torí. Kheti I va ser succeït per Khety II, també conegut com a Meryibre. El seu regnat va ser essencialment pacífic, però amb problemes experimentats al delta. Va ser el seu successor, Khety III, qui portaria un cert grau d'ordre al delta, tot i que el poder i la influència d'aquests reis de la dinastia IX continuava sent relativament insignificant en comparació amb els dels faraons de l'Imperi antic.
Va sortir una distingida línia de nomarques d'Assiut (o Asyut), que era una província rica i poderosa al sud del Regne heracleopolità. Aquests prínceps guerrers mantenen una estreta relació amb els reis de la casa reial heracleopolitana, com ho demostren les inscripcions en les seves tombes. Aquestes inscripcions donen una idea de la situació política que es respirava durant els seus regnats. Descriuen els nomarques d'Assiut construint canals, reduint impostos, recol·lectant riques collites, augmentant els ramats de bestiar, i mantenint un exèrcit i una flota. La província d'Assiut actuava com un estat tap entre els governants del nord i del sud, i els prínceps d'Assiut s'emportaren la pitjor part dels atacs dels reis de Tebes.

## Ascens dels reis de Tebes
S'ha suggerit que es va produir una invasió de l'Alt Egipte simultàniament a la fundació del Regne heracleopolità, que establiria la línia dels reis de Tebes, que constitueixen les dinasties XI i XII. Es creu que aquesta línia de reis eren descendents d'Antef I o Inyotef, que era el nomarca de Tebes, sovint anomenat el "guardià de la porta del Sud". Se li atribueix l'organització d'Alt Egipte en un òrgan de govern independent al sud, tot i que ell mateix no sembla haver intentat reclamar el títol de rei. No obstant això, els seus successors de les dinastes XI i XII ho haurien fet posteriorment per ell. Un d'ells, Intef II, comença l'assalt al nord, sobretot a Abidos. Intef III completa aquest atac al nord i, finalment, captura Abidos, i entra al Mig Egipte contra els reis heracleopolitans. Els tres primers reis de la dinastia XI (tots ells anomenats Intef) foren, per tant, també els tres últims reis del primer període intermedi i serien reemplaçats per una altra línia de reis, tots ells anomenats Mentuhotep. Mentuhotep II, també conegut com a Nebhepetra, finalment va derrotar els reis heracleopolitans al voltant de 2033 aC i unificà el país per continuar amb la dinastia XI, que portaria Egipte al Regne mitjà.

## L'art i l'arquitectura del primer període intermedi

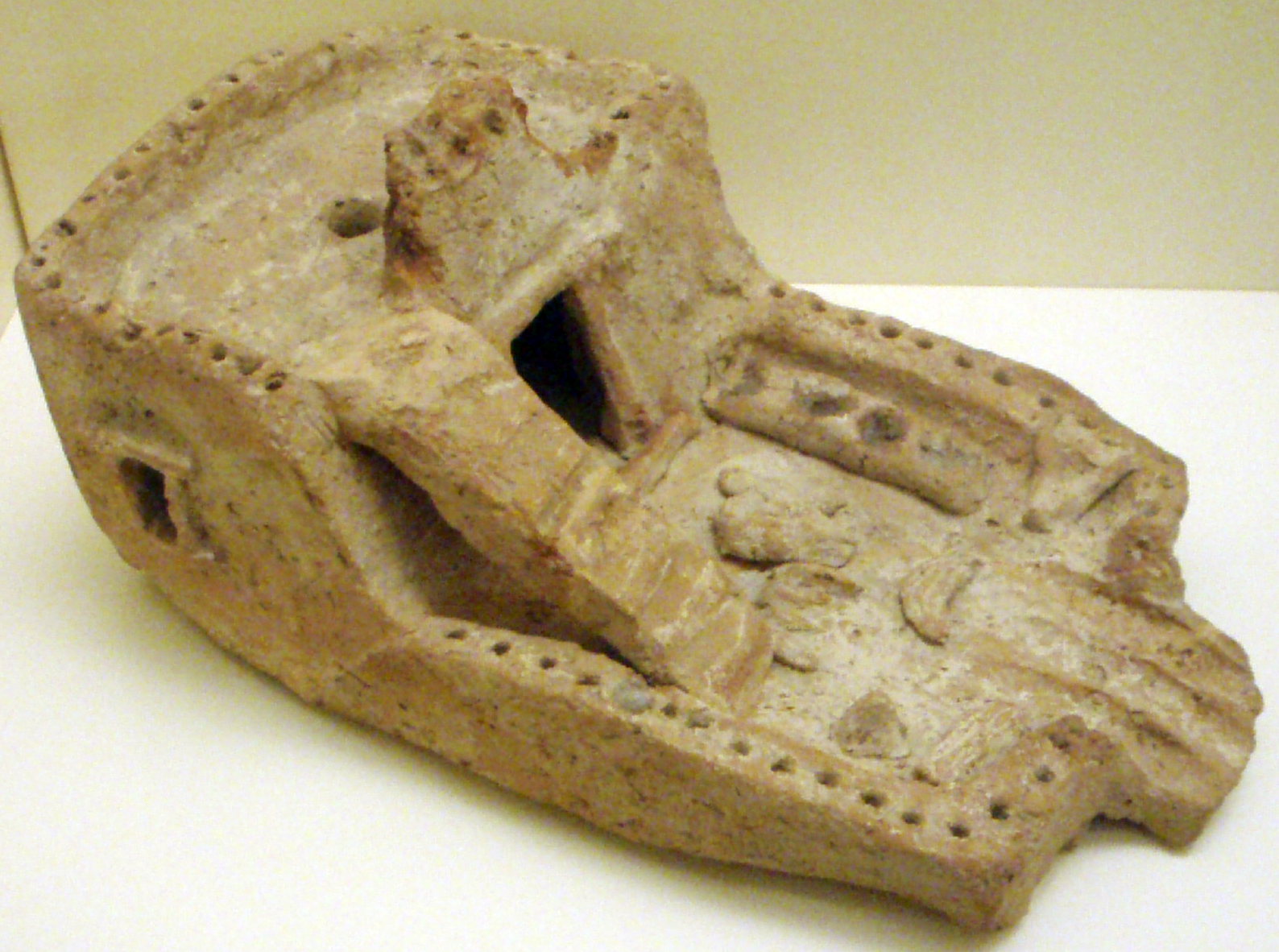
Maqueta ceràmica d'una casa del primer període intermedi d'Egipte

Tal com s'ha indicat anteriorment, el primer període intermedi a Egipte es divideix, generalment, en dues grans regions geogràfiques i polítiques, l'una centrada a Memfis i l'altra a Tebes. Els reis de Memfis, tot i que tenien un poder feble, s'aferraren a les tradicions artístiques memfites que havien estat en vigor durant l'Imperi antic. Aquesta era una manera simbòlica per a l'afeblit estat de Memfis d'aferrar-se als vestigis de la glòria en la qual l'antic Regne es delectava. D'altra banda, els reis de Tebes, físicament aïllats de Memfis, no tenien accés a aquestes obres d'art memfites i, per tant, eren capaços de crear nous estils artístics que reflecteixen la creativitat dels artistes que ja no estaven controlats per l'estat.
Els projectes de construcció dels reis heracleopolitans al nord eren molt limitats. Només una piràmide que es creu que pertany al rei Merikare (2065-2045 aC) ha estat identificada a Saqqara. A més, les tombes privades que es van construir durant l'època empal·lideixen en comparació amb els monuments de l'Imperi antic, en qualitat i mida. Encara hi ha escenes en relleu dels funcionaris que fan provisions per als difunts, així com escenes d'ofrenes tradicionals que reflecteixen les de les tombes de l'Imperi antic de Memfis. No obstant això, són de menys qualitat i són molt més simples que els seus paral·lels de l'Imperi antic. Encara s'utilitzaven taüts rectangulars de fusta, però les seves decoracions es va fer més elaborades durant el govern dels reis heracleopolitans. Es van pintar nous textos dels sarcòfags a l'interior, que proporcionen els encanteris i els mapes dels morts per al seu ús en l'altra vida.
L'ascens dels reis de Tebes al voltant del 2123 aC va portar un estil més provincial d'art original. Aquest nou estil es descriu, sovint, com a maldestre i sense refinar, i pot haver estat causa de la falta d'experts en la matèria. No obstant això, les obres d'art que han sobreviscut mostren que els artesans van prendre noves interpretacions d'escenes tradicionals. Empraren colors brillants en les seves pintures i canviaren i distorsionaren les proporcions de la figura humana. Aquest estil distintiu fou especialment evident en l'estela llosa rectangular trobada a les tombes de Naga ed-Deir. Quant a l'arquitectura reial, els reis de Tebes de principis de la dinastia XI construïren tombes tallades a la roca a El-Tarif, en la riba oest del Nil. Aquest nou estil de l'arquitectura funerària consistia en un gran pati amb una columnata tallada a la roca en la paret del fons. Les cambres van ser tallades en les parets que donen al pati central, on van ser enterrats els morts, cosa que permet que diverses persones puguin ser enterrades en una tomba. El fet que hi hagi cambres funeràries sense decoració pot haver estat causat per la manca d'artistes experts en el regne de Tebes.

## Religió
L'important canvi de mentalitat, a conseqüència de la menor dependència de l'estat, així com del creixement de les classes mitjanes a les ciutats i l'encimbellament de la burgesia va originar una nova concepció de les creences, la religió i els rituals funeraris, que es reflectí en l'aparició dels anomenats textos dels sarcòfags, generalitzats durant el període posterior.
Osiris, considerat abans només un déu funerari reial, es va convertir en la divinitat més popular, i es feu accessible a tots. També van destacar els déus tebans Montu i Amon, que van arribar a tenir la supremacia religiosa després de la caiguda de la dinastia X.
Durant aquest període, els poderosos s'enterraven en mastabes i hipogeus bellament decorats, i diversos reis es van fer construir cenotafis a Abidos.